# Charles Anthony Johnson Brooke
Pour les articles homonymes, voir Brooke.
Charles Anthony Johnson Brooke, né Johnson, est le deuxième Rajah blanc. Il est le fils de Emma Brooke, sœur de James Brooke (premier Rajah Blanc de Sarawak) et du révérend Charles Johnson. Il règne sur le royaume de Sarawak de 1868 à sa mort en 1917. Il joua un rôle particulièrement important durant la rébellion des mineurs d'or chinois de Ban menant notamment les renforts Dayaks qui libérèrent Kuching des rebelles.  
Il perdit un œil durant une partie de chasse et le fit remplacer par un œil-de-tigre en verre ce qui avait tendance à effrayer la population. 

En 1917, son fils, Charles Vyner Brooke, lui succède.

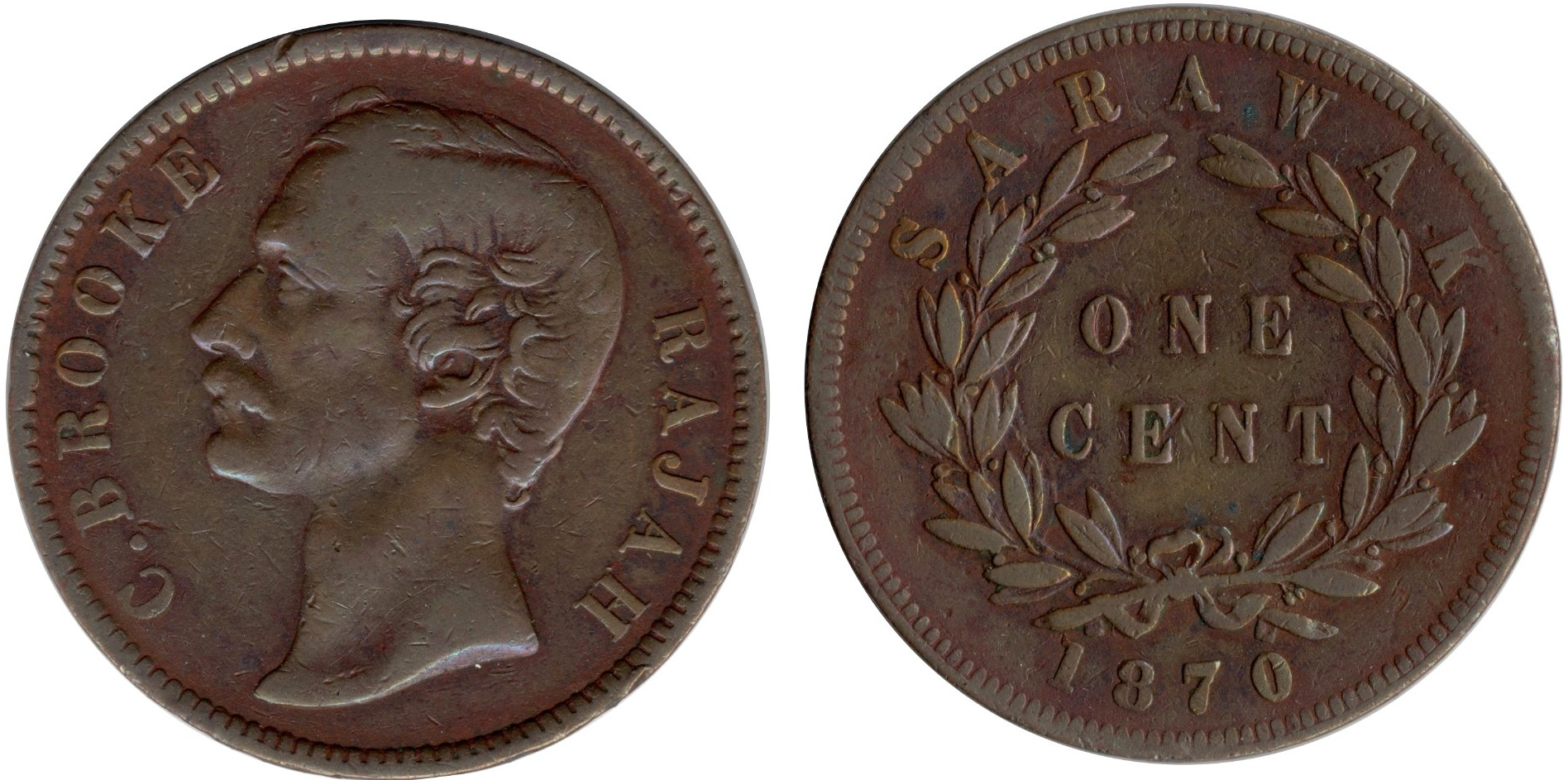
Pièce d'un cent du royaume de Sarawak datée de 1870 à l'effigie de Charles Anthony Johnson Brooke.

## Distinctions
- Commandeur de l'ordre de la Couronne d'Italie